# Église Notre-Dame de Ploujean
L'église Notre-Dame de Ploujean est une église paroissiale catholique située à Ploujean, dans la commune de Morlaix (département du Finistère). Datant des XIe, XIVe et XVIe siècles, remanié aux XIXe et XXe siècles et classé Monument Historique depuis le 27 mars 1914, cet édifice contient le banc d’œuvre du Maréchal Ferdinand Foch, alors propriétaire du manoir de Traonfeunteuniou.

## Historique
Dédié autrefois à Saint-Jean Baptiste, cet édifice date de plusieurs époques : la nef est du XIe siècle et le chœur du XIVe siècle, tandis que la façade Ouest et le clocher datent de 1586 et sont l’œuvre de l'architecte morlaisien Michel Borgne.
La restauration de l'intérieur de l'église et la reprise des bas-côtés ont été faites au XIXe siècle ; quant au porche Sud, il a été refait au début du XXe siècle.
L'église est classée au titre des monuments historiques le 27 mars 1914 ; L'ossuaire et le l'ancien cimetière adjacent sont eux classés le 30 janvier 1951.
En 1977, l'ancienne sacristie, construite en 1830 au chevet de l'édifice et dont la toiture a été refaite en 1936, est détruite, et c'est désormais une des 2 chapelles en ailes de la nef qui remplit ce rôle ; c'est durant cette même période que le maître-autel a été raccourci et tourné "face au peuple", tandis que la chaire à prêcher et la table de communion ont été supprimées, de même que le chemin de croix et quelques statues.
À la suite de la tempête de 1994, la partie haute du clocher a été restaurée en 1997.

## Architecture
Précédé d'un clocher, cet édifice est composé d'une nef de quatre travées avec bas-côtés, d'un porche (au sud de la 3e travée), de deux chapelles en ailes (au nord et au sud de la 4e travée), ainsi que d'un chœur de deux travées avec bas-côtés (à chevet plat) et séparée de la nef par un arc diaphragme (lui-même surmonté d'un clocheton).

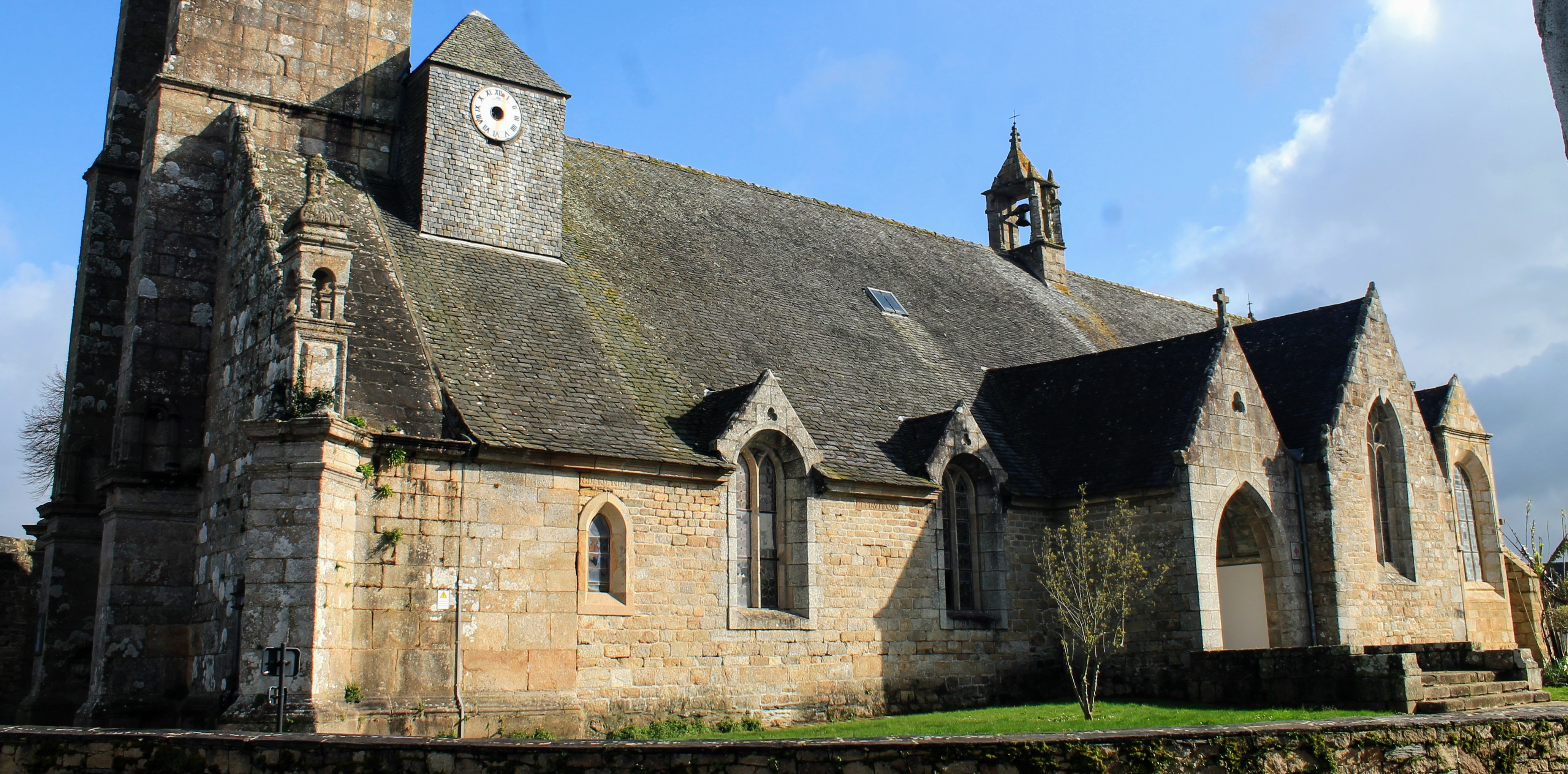
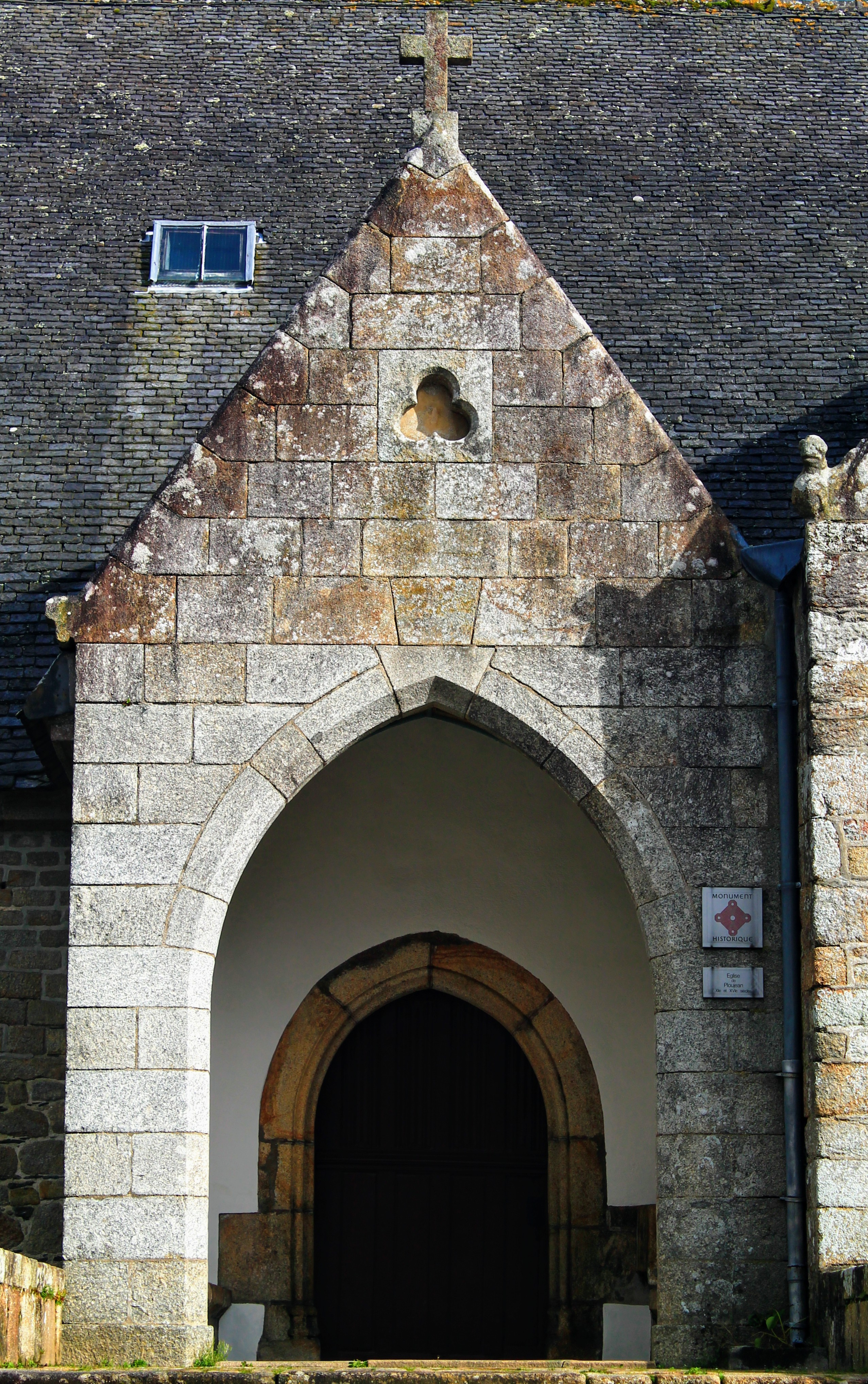
porche sud
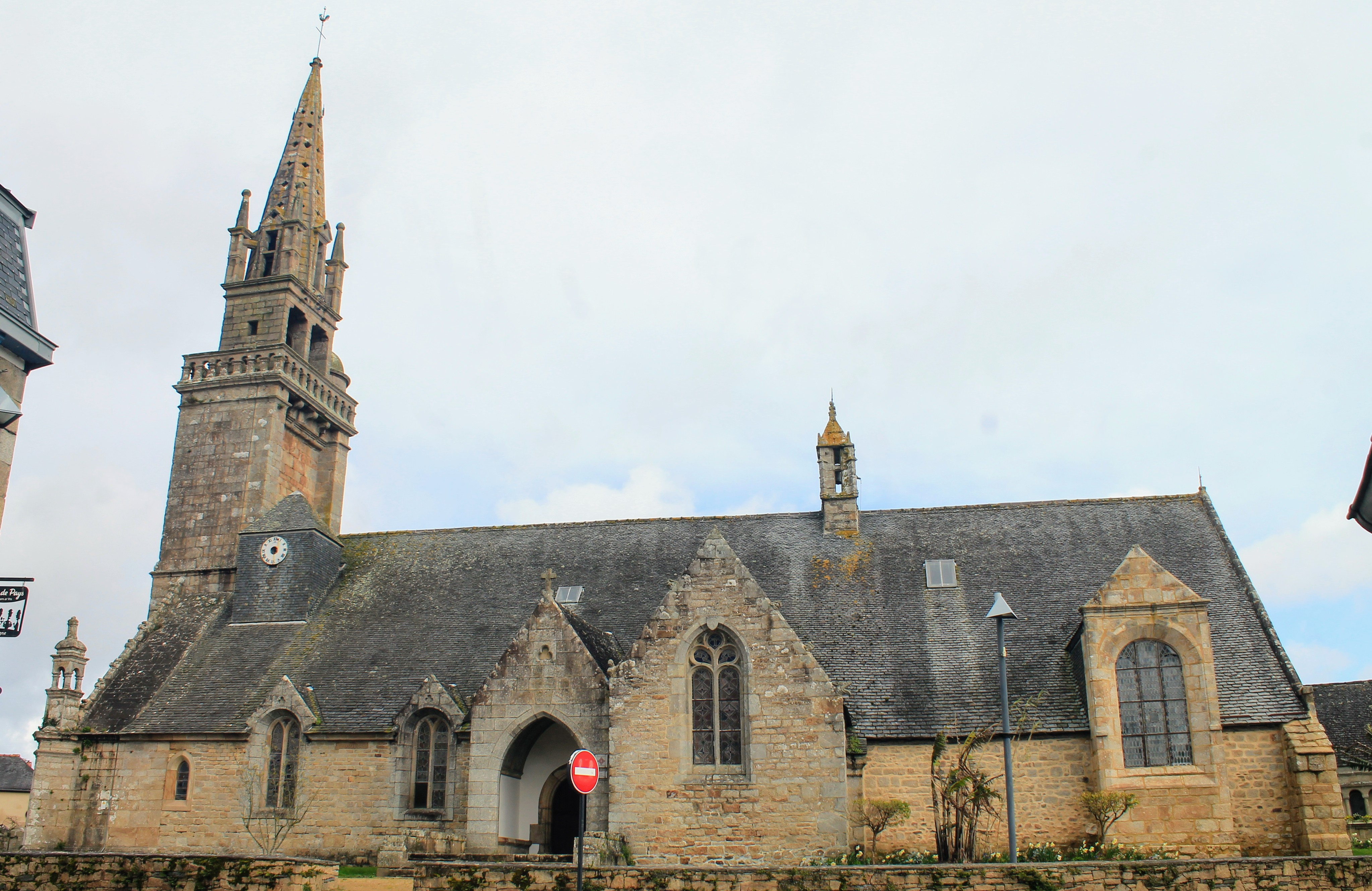

L'intérieur est lambrissé ; les arcades en plein cintre de la nef reposent sur de lourds piliers rectangulaires, tandis que les arcades brisées du chœur, elles, reposent sur des piliers à chapiteaux.

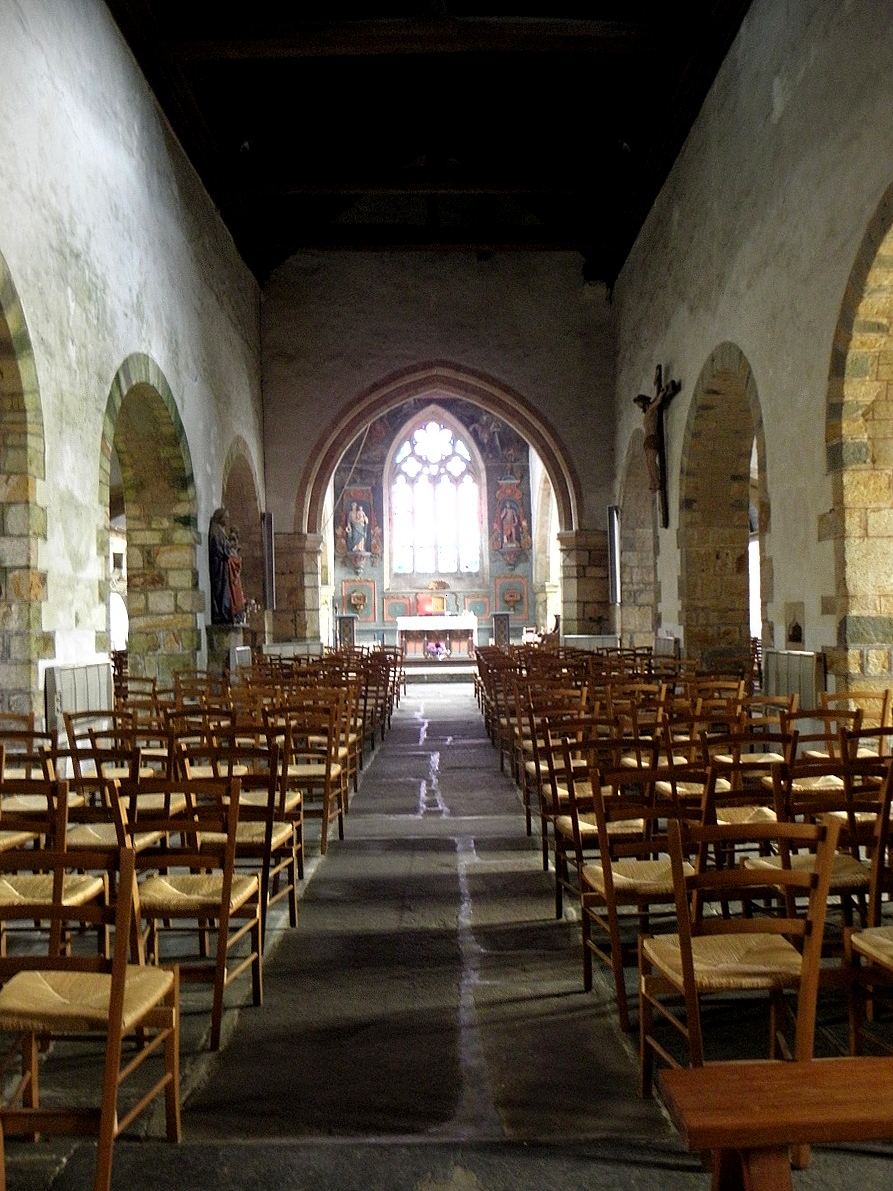
vue depuis le fond de la nef

Le clocher, de type "Beaumanoir", est composée d'une seule galerie classique, ainsi que d'une flèche accostée de quatre clochetons d'angle ; il surmonte la façade ouest, flanquée de contreforts et de lanternons Renaissance, et est accosté d'une tourelle d'escalier cylindrique, au nord,.

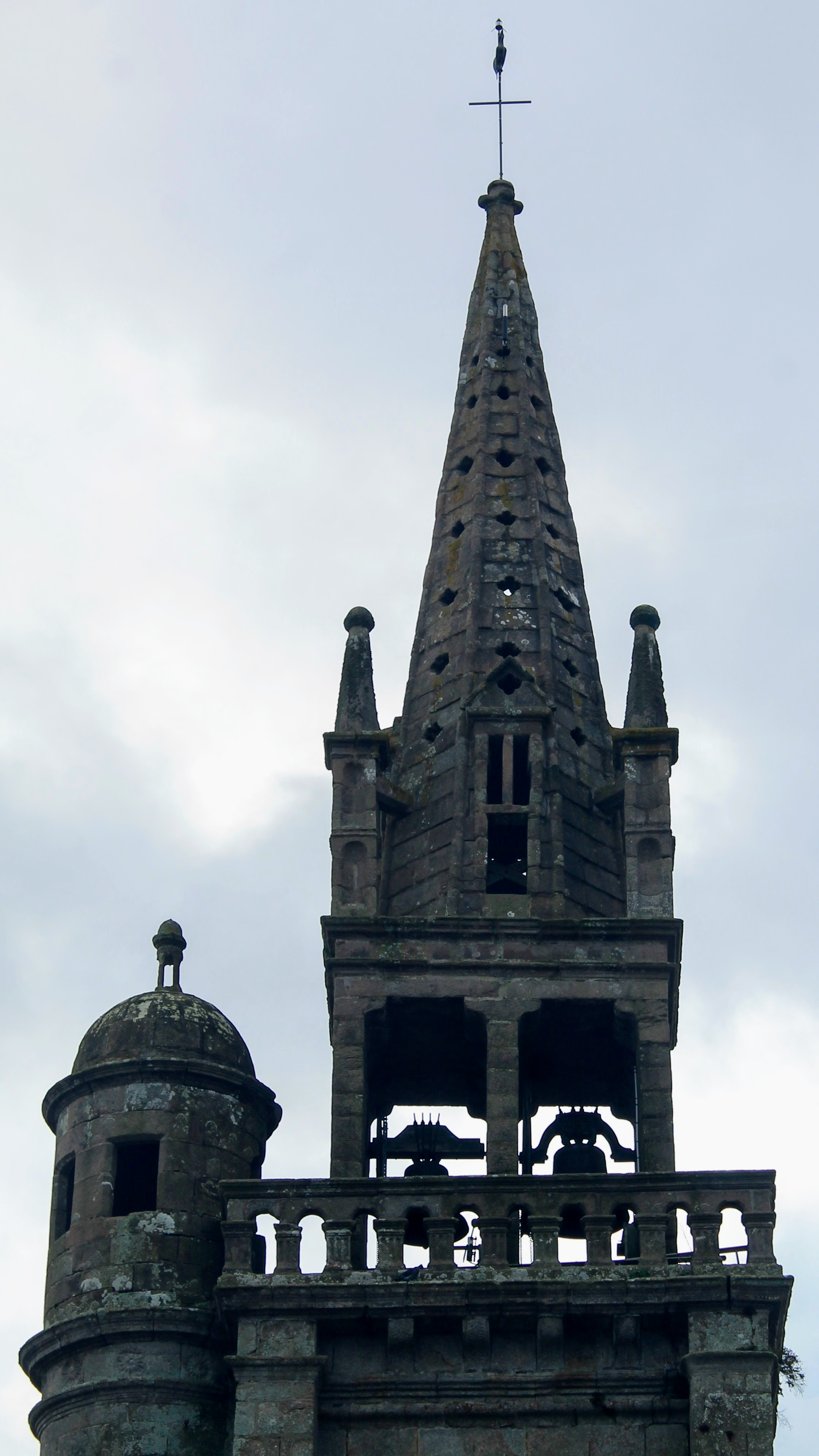
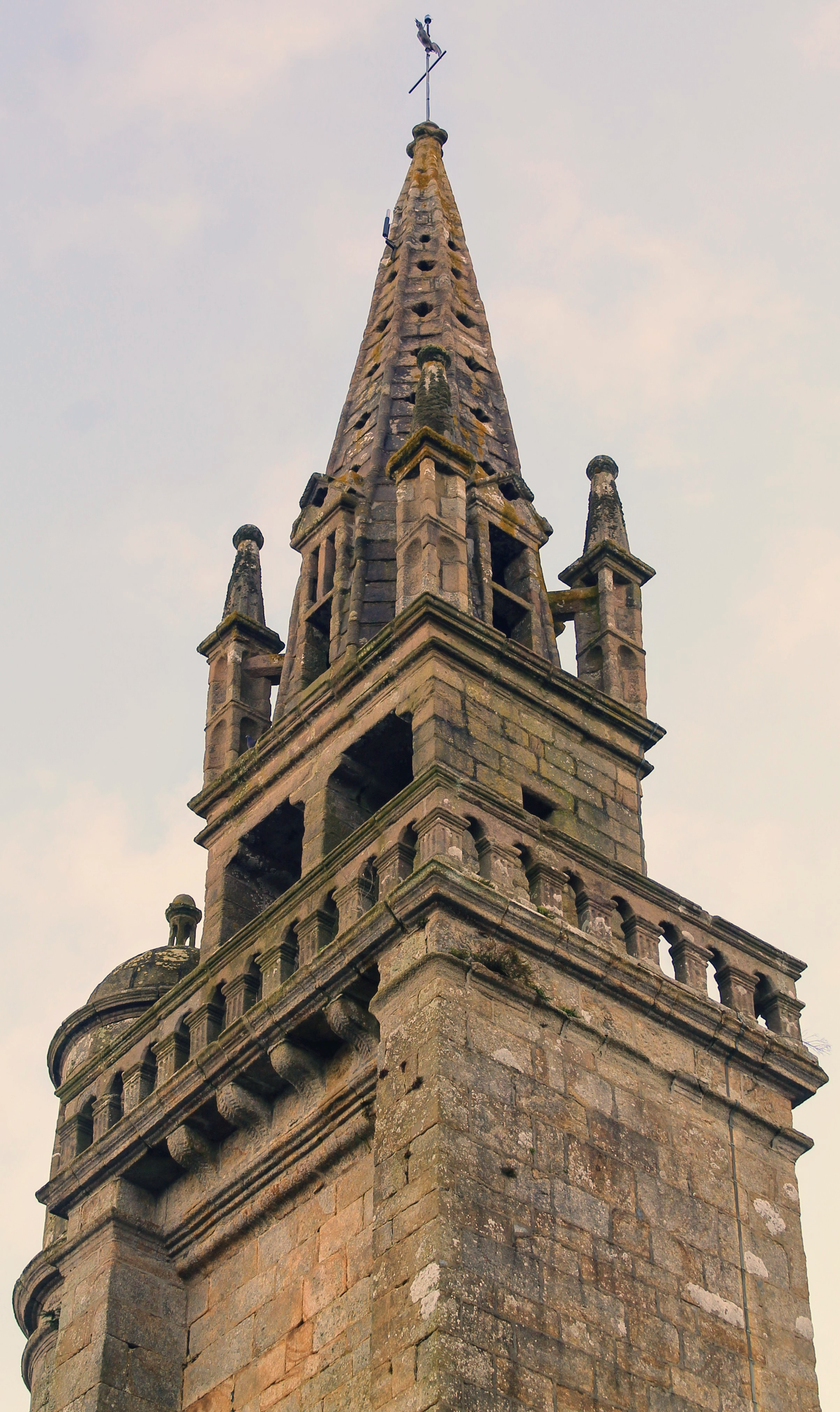
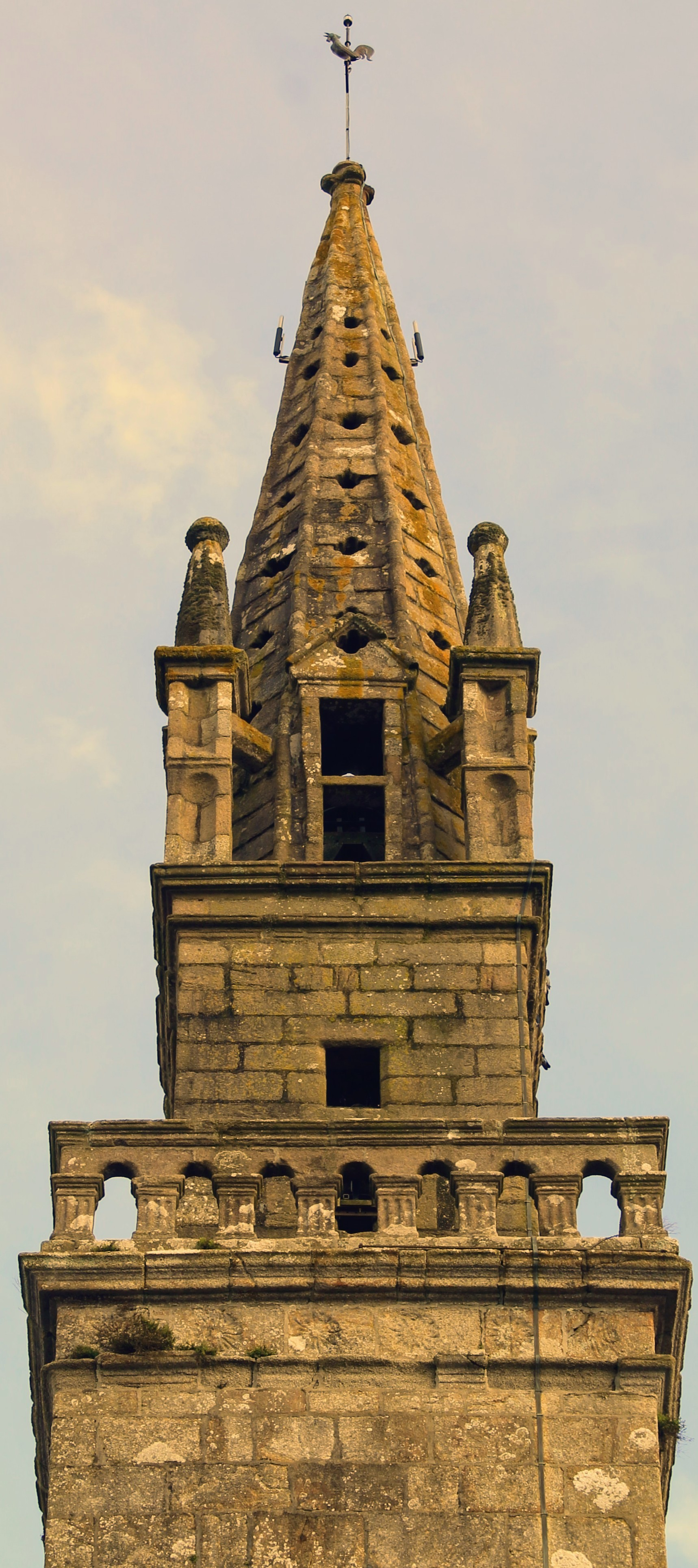
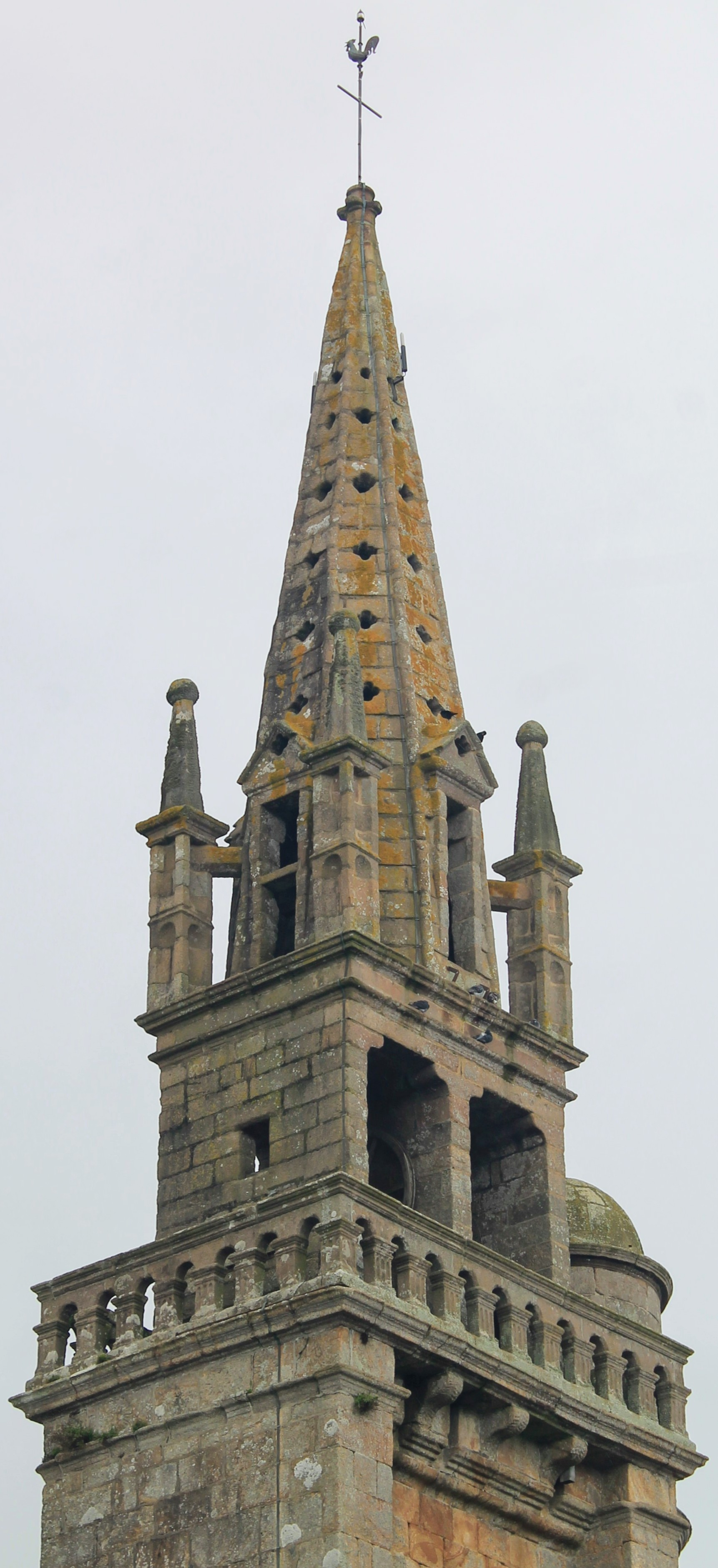

## Détails

### peintures du lambris

#### porche sud
Entre 1974 et 1982, le lambris du porche sud est décoré de peintures représentant les quatre Évangélistes entourant la Vierge à l'Enfant (côté est) et l'Ecce Homo (côté ouest),.

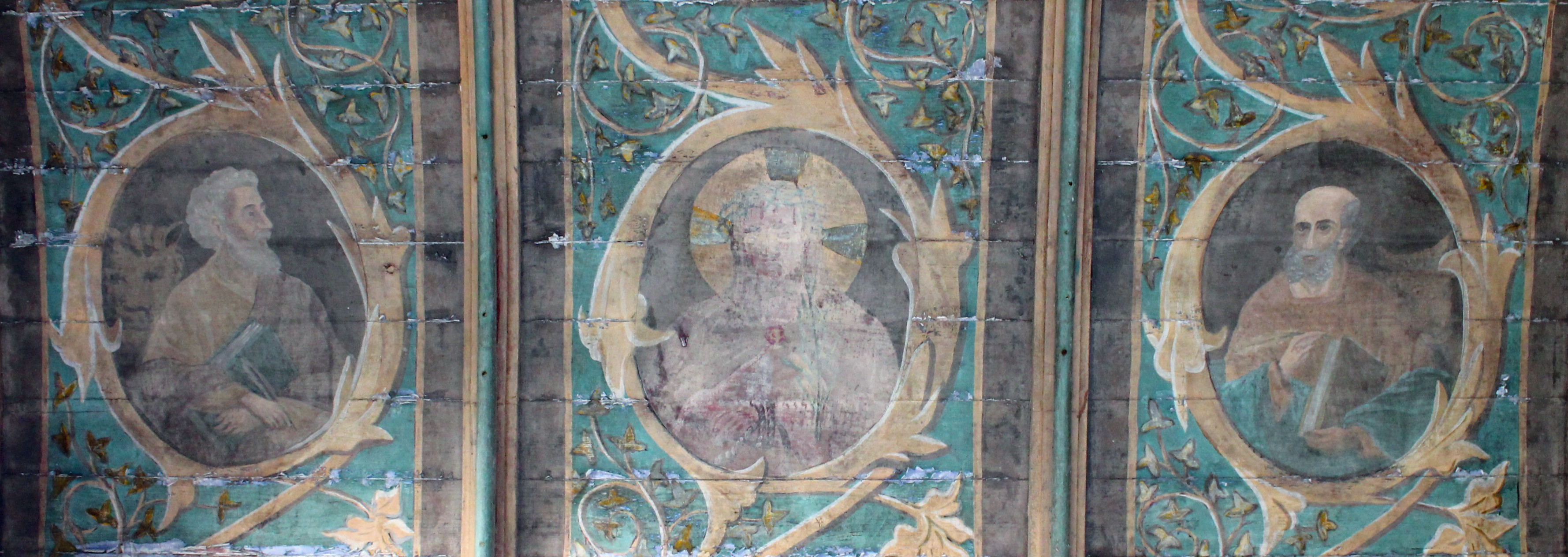
de gauche à droite : Saint Marc, l'Ecce Homo et Saint Luc
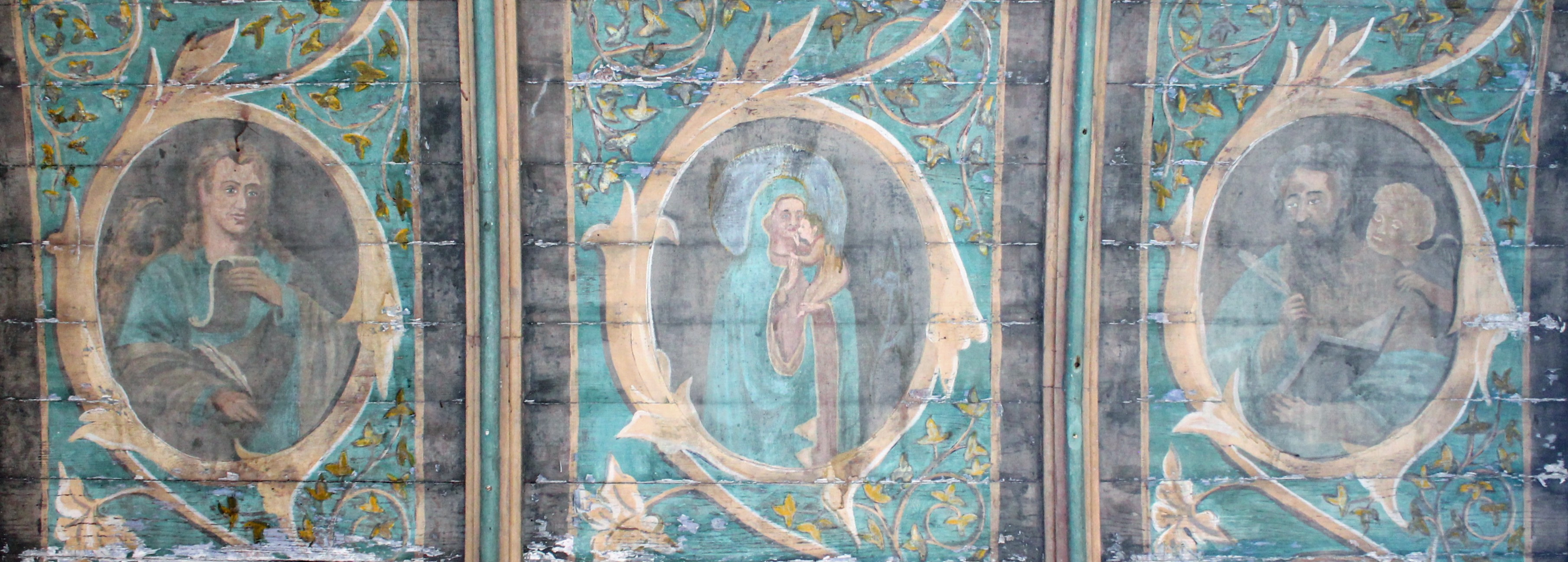
de gauche à droite : Saint Jean, la Vierge à l'Enfant et Saint Mathieu

## Mobilier
L'église possède du mobilier classé à titre objet des monuments historiques.

### baptistère

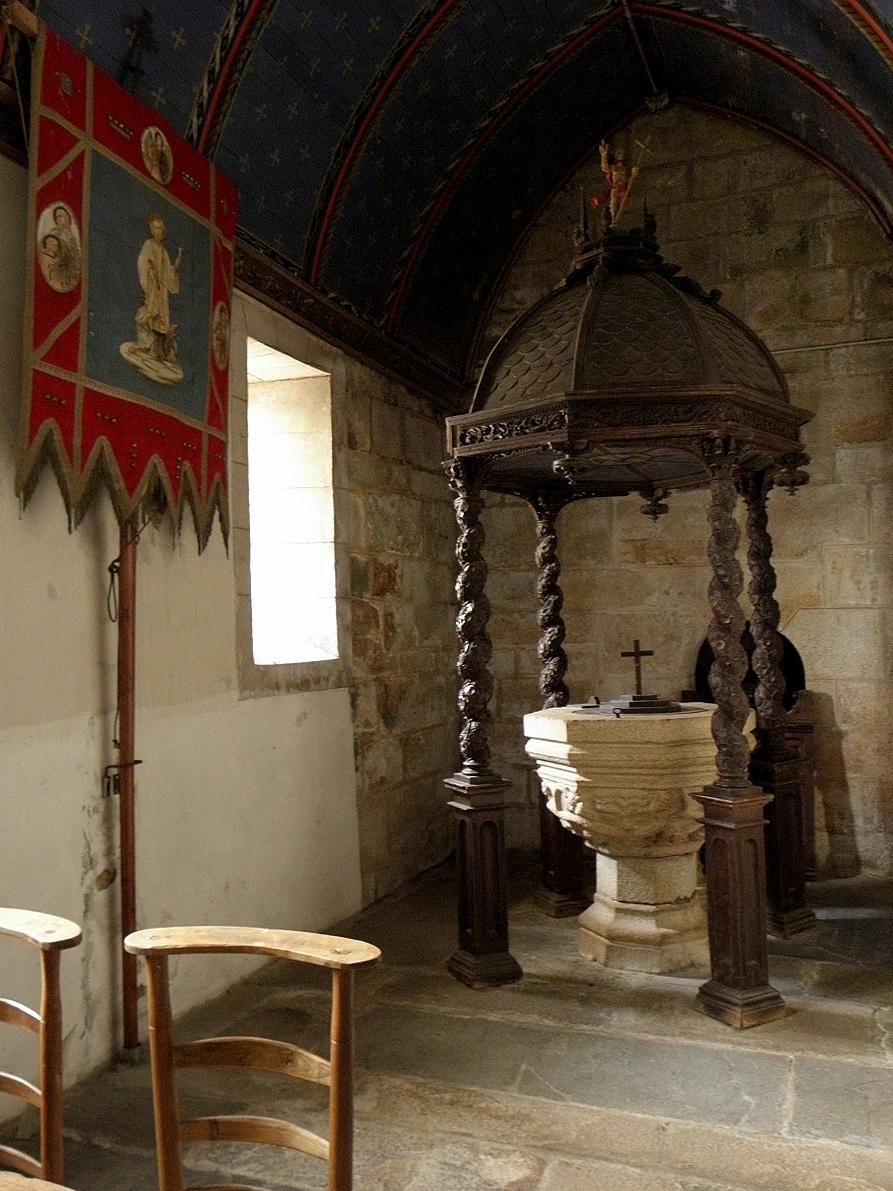

### statues

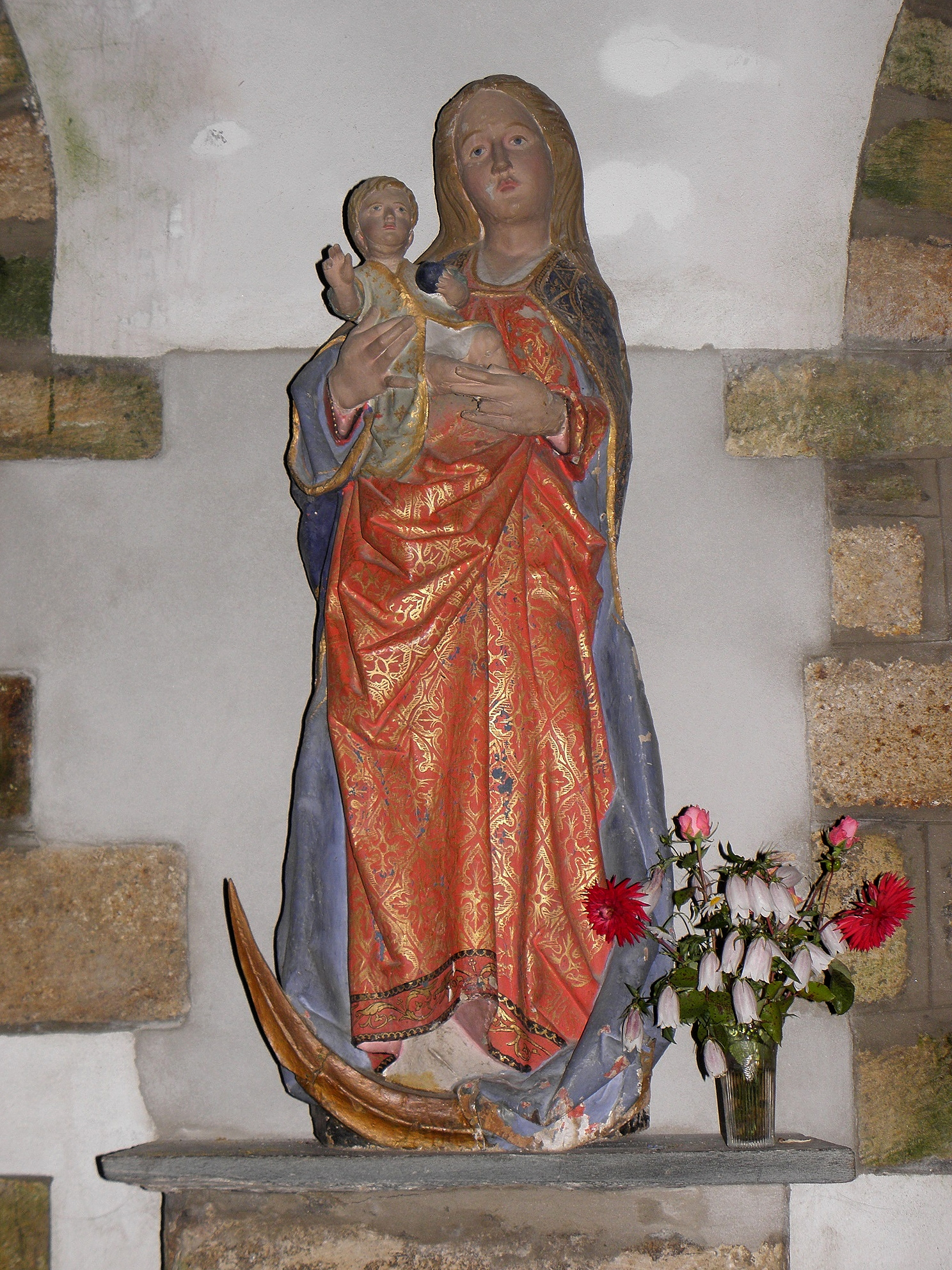
statue de Notre-Dame de Ploujean (XVe siècle)
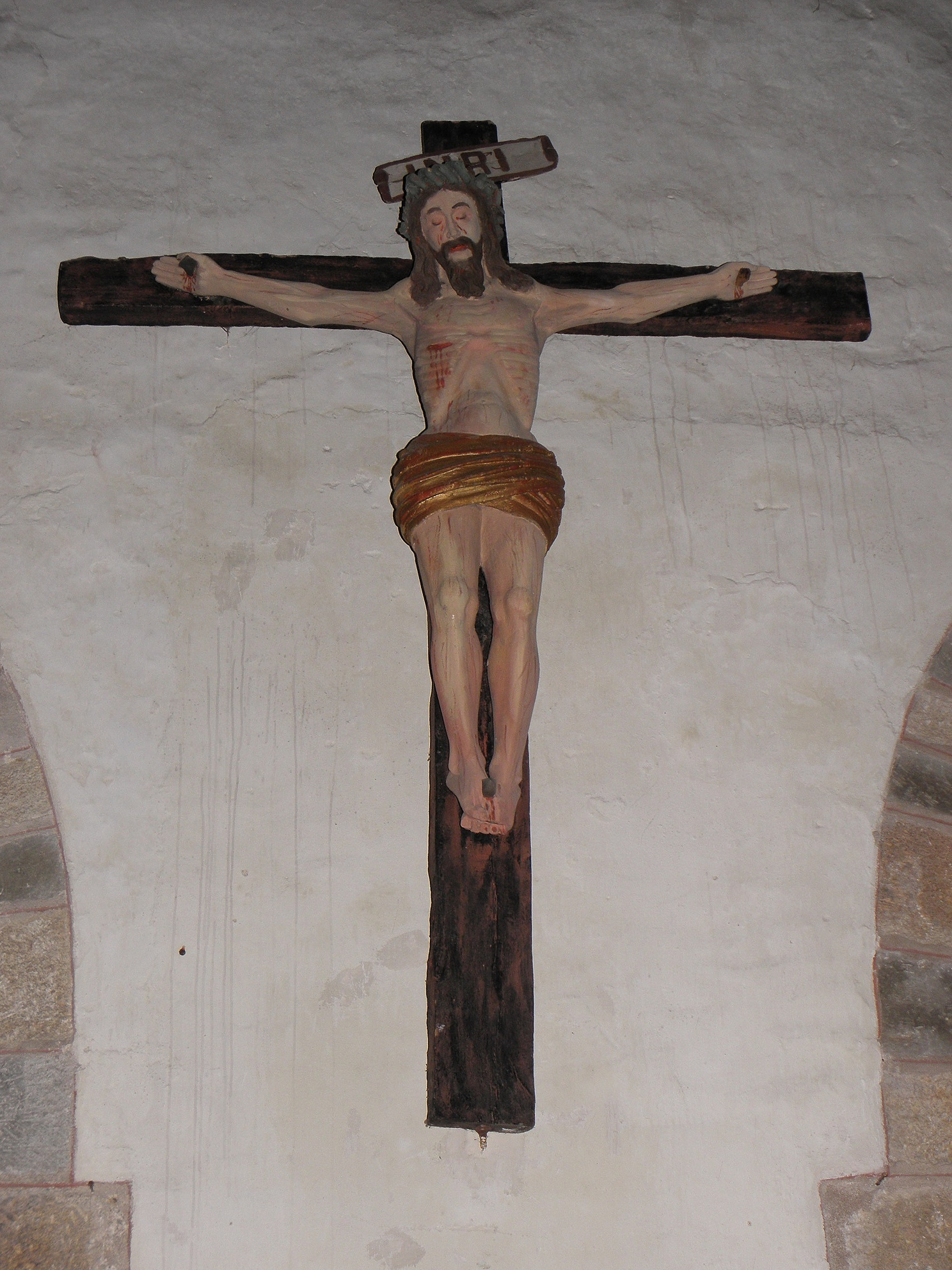
Christ en croix (XVIIe siècle)
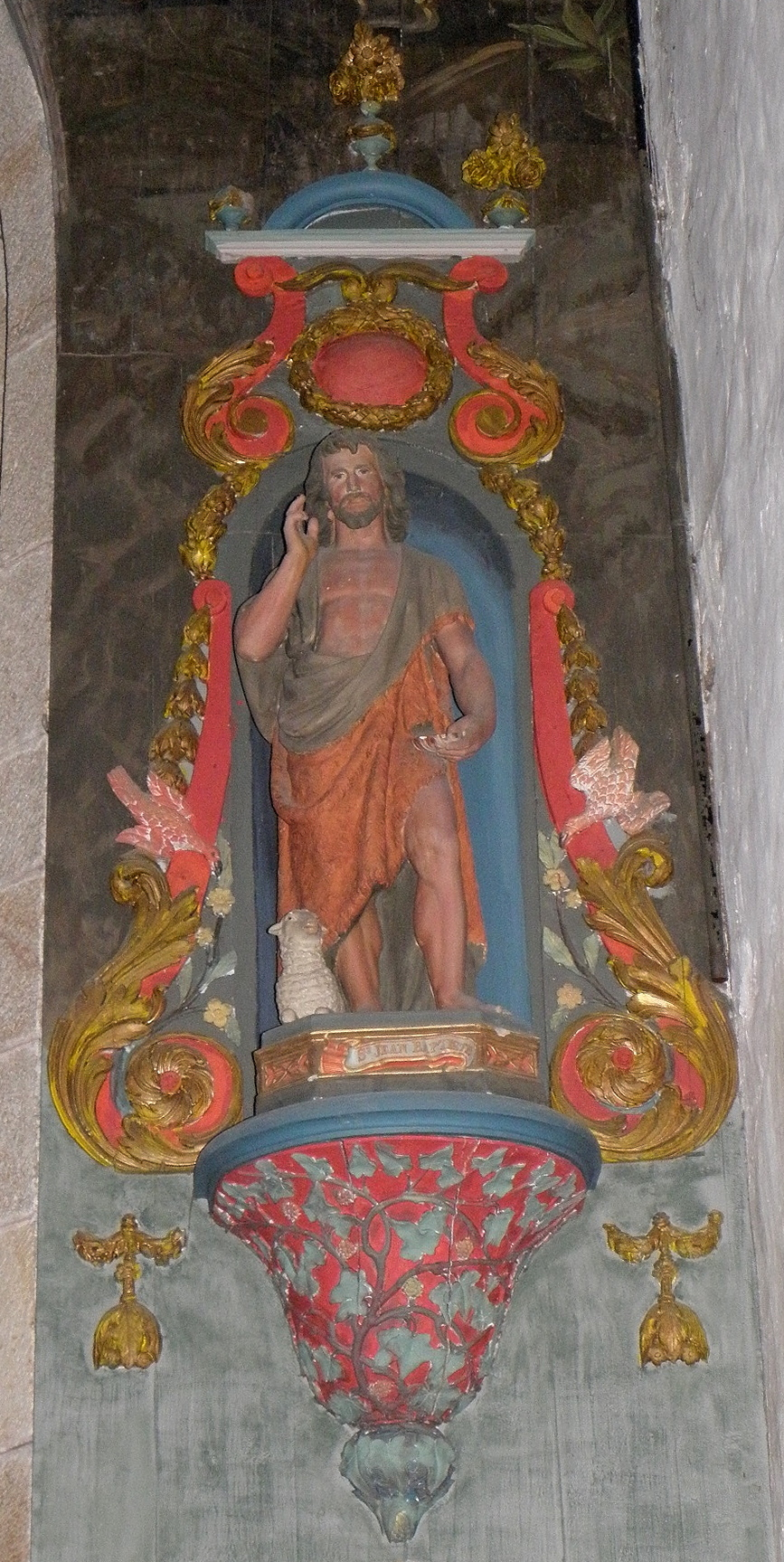
statue de Saint-Jean Baptiste
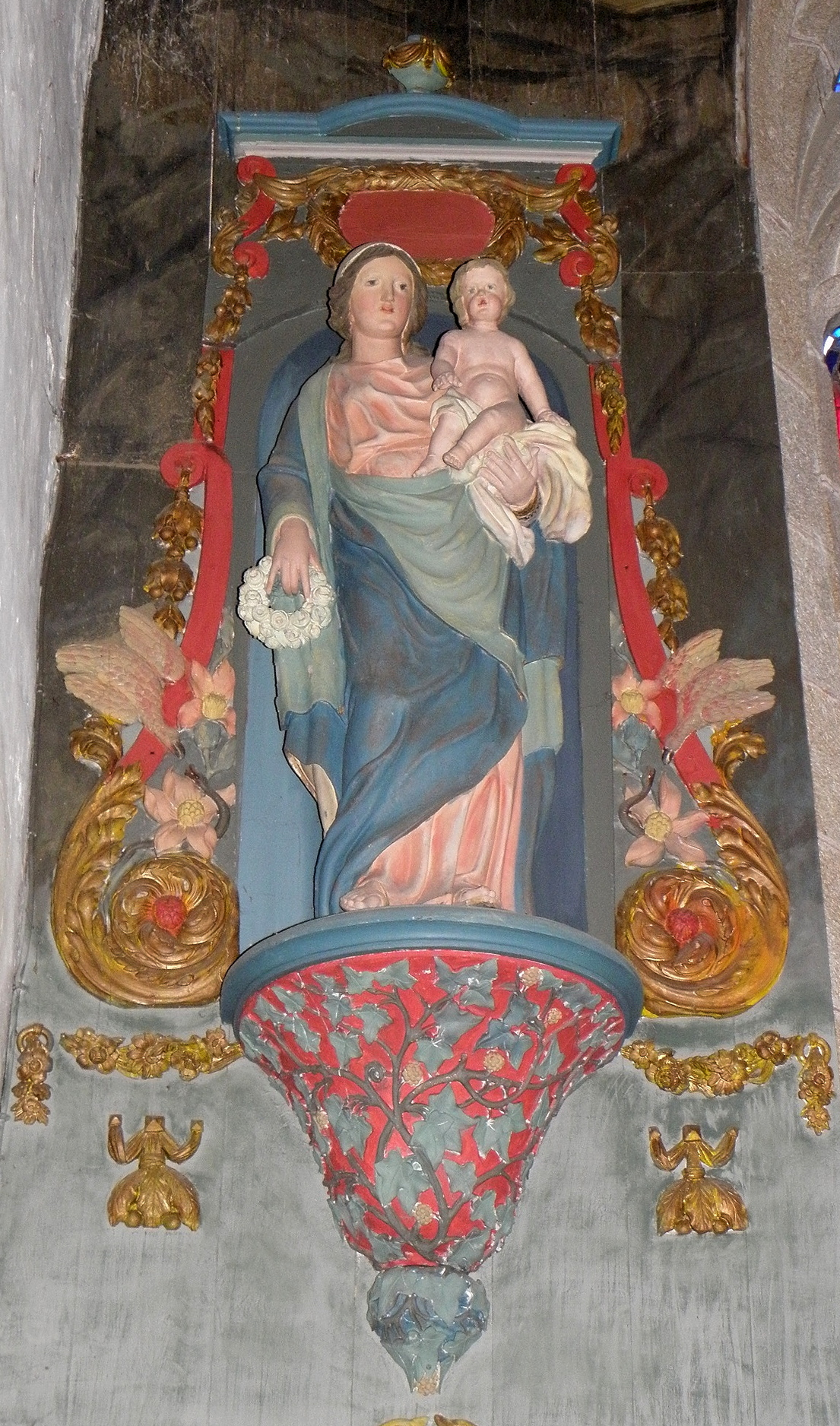
Vierge à l'Enfant
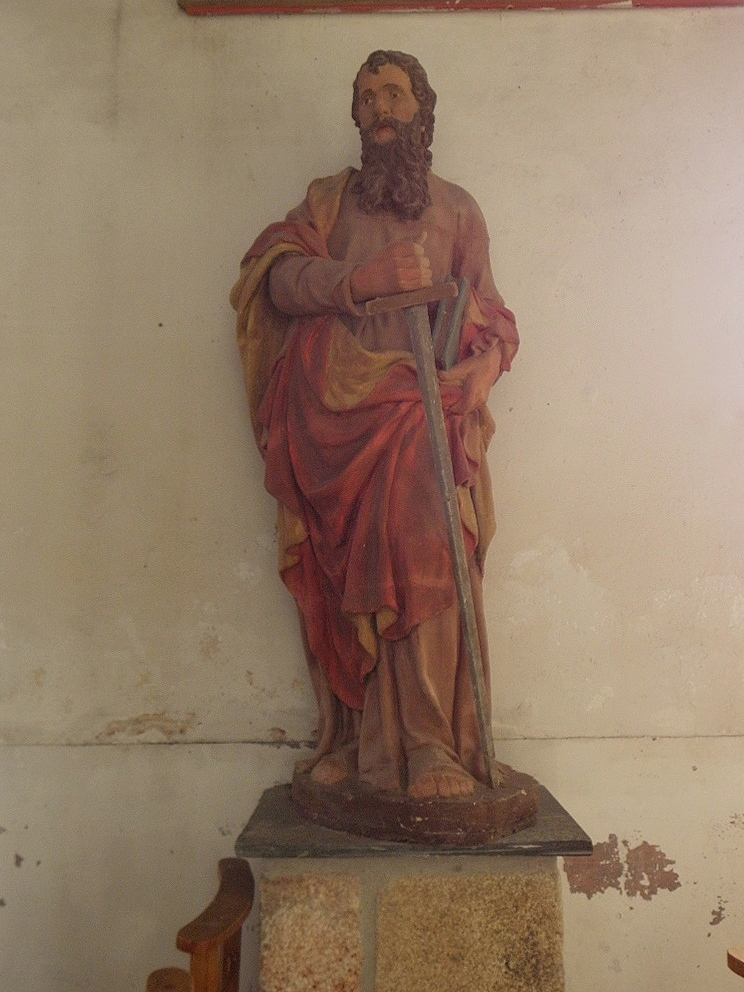
statue de Saint-Paul
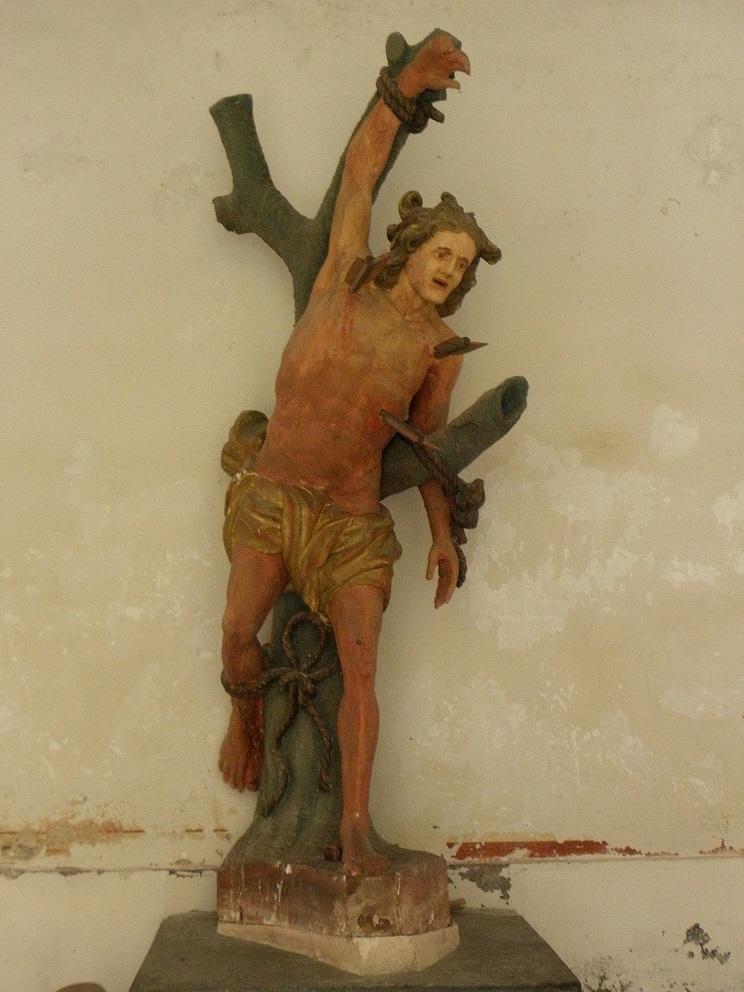
statue de Saint-Sébastien
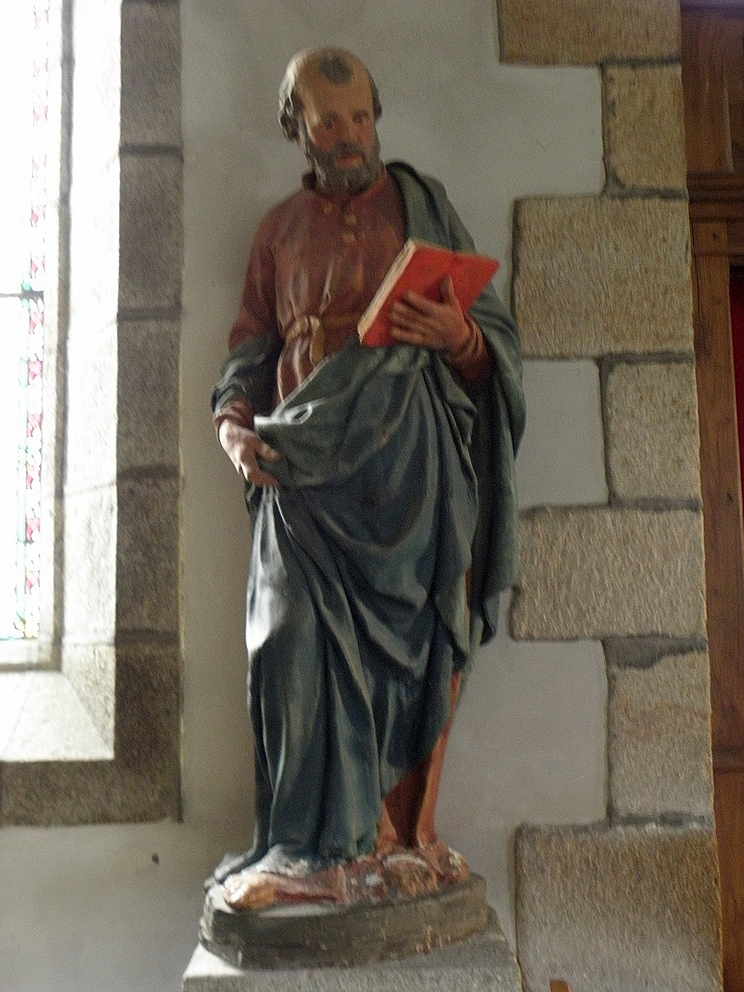
statue de Saint-Pierre
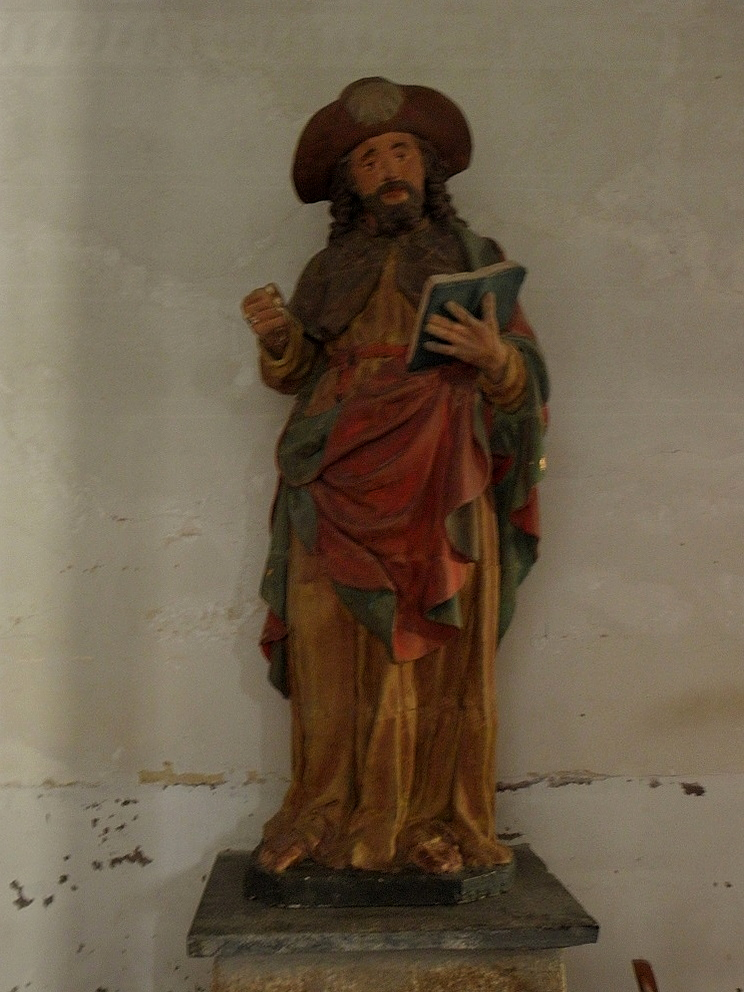
statue de Saint-Jacques le Majeur

### cloches
L'église contient une sonnerie de trois cloches de volée électrique en lancé-franc (cloches 2 et 3) et rétro-lancé (cloche 1) : 
- Cloche 1 : Marie Josèphe ; fondue en 1936 ; FA#3
- Cloche 2 : Agathe Marie Louise ; 500 kg ; fondue en 1870 par Briens (Morlaix) ; LA3
- Cloche 3 : Caroline Yvonne ; 285 kg ; fondue en 1870 par Briens (Morlaix) ; DO#4

Outre les trois cloches de volée, l'édifice possède également une cloche de volée manuelle en lancé-franc, située dans le clocheton surmontant l'arc diaphragme séparant la nef du chœur et datant de 1878.